# Otto Veeck
 Otto Veeck  (* 8. Juni 1860 in Hettenrodt im Landkreis Birkenfeld; † 20. September 1923 in Bremen) war ein deutscher Theologe.

## Biografie
Veeck war der Sohn eines Achatschleifers und -händlers. Er besuchte das Gymnasium. Bedingt durch den Verlust des Vermögens seines Vaters studierte er Theologie an der Universität Straßburg, der Universität Heidelberg und der Universität Jena. 1887 promovierte er zum Dr. phil. über ein religionswissenschaftliches Thema. Er war theologisch in einer liberalen Glaubensrichtung orientiert und schon früh an geschichtlichen Fragen interessiert.
Nach dem Studium war er Pastor im Bereich seines Geburtskreises Birkenfeld. Politisch war er bei der Nationalliberalen Partei aktiv. 1890 bewarb er sich auf eine Stelle als Prediger am Bremer Dom, scheiterte jedoch. Noch im gleichen Jahr berief ihn die Michaelisgemeinde in Bremen zum Pastor. Dort bewirkte er 1900 den Neubau der neugotischen Michaeliskirche am Doventor in Bremen-Mitte, die 1943 und 1944 zerstört wurde.
Seit 1896 schrieb Veeck auch als Redakteur für das Deutsche Protestantenblatt. Von 1898 bis 1907 war er Vorsitzender des Deutschen Protestantenvereins. Auch hier vertrat Veeck eine Position der Erneuerung der protestantischen Kirche im Geist evangelischer Freiheit gegen eine orthodoxe Orientierung, aber auch gegen den theologischen Bremer Radikalismus, wie er von Oscar Mauritz, Albert Kalthoff und Friedrich Steudel und den Monisten vertreten wurde. 1907 war er Mitgründer des Liberalen Kirchlichen Ausschusses.
Von 1905 bis 1920 nahm Veeck das Amt des Schriftführers der Bremischen Evangelischen Kirche (BEK) wahr, welches in der BEK die oberste theologische Position repräsentierte. Veeck strebte an, dass die Kirchensteuer eingeführt werden sollte, wie es dann 1922 erfolgte.
Auch in weiteren kirchlichen Gruppen war er aktiv. Sein bedeutendstes Werk war 1909 die Geschichte der reformierten Kirche Bremens.

## Werke
- Darstellung und Erörterung der religionsphilosophischen Grundanschauungen, 1888
- Buddha und Christus, R. Lesserverlag, 1893
- Phantasie und Religion, 1896
- Die Stellung der modernen ethischen Bewegung zur Religion, 1899
- Geschichte der reformierten Kirche Bremens. Bremen 1906
- Die Reformation in Bremen: ein Gedenkbuch für 1917. Bremen 1917
- Was die Welt vom Kriege wissen muss!, 1921